# 佩希河畔圣若昂
佩希河畔圣若昂是巴西帕拉伊巴州的一个市镇。总面积474.426平方公里，总人口17838人，人口密度37.6人/平方公里。